# Joseph Zbukvic
Joseph Zbukvic (* 1952 in Zagreb) ist ein australischer Aquarellmaler.
Bevor Zbukvic 1970 nach Australien auswanderte, studierte er in Zagreb auf Wunsch seiner Eltern Literatur und Sprachen auf Lehramt. In Melbourne wechselte er auf eigenen Wunsch die Studienausrichtung und schloss 1974 als Industriedesigner ab. 
Während seiner ersten Jahre in Australien entdeckte er die Aquarellmalerei als seine Leidenschaft. Bereits 1975 gewann er seinen ersten Kunstwettbewerb, 1977 bekam er in der Eastgate Gallery in Melbourne seine erste Einzelausstellung. Bald darauf entschloss er sich, sein Leben ganz der Aquarellmalerei zu widmen.
Bis dato gewann Zbukvic über 200 nationale und internationale Preise und stellte seine Bilder in über 40 Einzelausstellungen vor allem in Australien, aber auch in London und San Antonio einem Publikum zur Schau. Er gibt regelmäßig Malkurse an verschiedenen Orten der Welt. Des Weiteren publizierte er bereits zwei Bücher und diverse Malkurse auf DVD. Es existiert eine Signatur-Serie seiner Lieblingspinsel. 